# Stojanka pojezda - dve minuty
Stojanka pojezda - dve minuty (russisk: Стоянка поезда – две минуты) er en sovjetisk spillefilm fra 1972 af Mark Zakharov og Aleksandr Orlov.

## Medvirkende
- Jurij Belov – Vasilij Nazarovitj
- Oleg Vidov – Igor Pavlovitj Maksimov
- Valentina Telitjkina – Aljona
- Alexandr Vigdorov – Mikhalko
- Alla Budnitskaja – Tamara Krasovskaja